# 弗朗西斯·斯库利
弗朗西斯·斯库利（英語：Francis Scully，1925年1月24日—1998年11月9日），生于马萨诸塞州波士顿，美国男子帆船运动员。他曾代表美国参加1964年夏季奥林匹克运动会帆船比赛，获得一枚铜牌。